# Как да не те обичам, Киеве мой!
Как да не те обичам, Киеве мой! (на украински: Як тебе не любити, Києве мій!) е песен на композитора Ихор Шамо по текст на поета Дмитро Луценко, написана през 1962 година. Първото публично представление се състои на 27 май 1962 г. в изпълнение на Юрий Гуляев и Костянтин Охневий в Националната опера на Украйна.
От ноември 2014 г. песента е официален химн на Киев.

## История
Ихор Шамо и Дмитро Луценко подготвят песента за Киев за Деня на града. Шамо пише музиката за една нощ, а Луценко композира стиховете за песента почти месец.
Според спомените на съпругата на Луценко Тамара, след стиха „където се люлеят лозите на мечтите на влюбените“, поетът не успява да напише нищо повече. Композиторът и поетът решили да се разходят и на улицата чуват репликата: „Е, как да не те обичам?“. Луценко веднага я използва, завършвайки стихотворението.
След първото изпълнение на 27 май 1962 г. песента се превръща в неофициален химн на Киев.
На 13 ноември 2014 г., по предложение на секретаря на постоянната комисия по култура и туризъм, депутатът от VII Киевски градски съвет Павло Брихинец, на сесията на Киевския градски съвет депутатите единодушно подкрепят решението за одобряване на „Как да не те обичам, Киеве мой!“ като официален хим на града.

## Изпълнения
Първите изпълнители на песента са популярният баритон, по това време солист на Националната опера Юрий Гуляев и Костянтин Охневий.
Сред известните певци, които включват песента в репертоар си, са Микола Кондратюк и Дмитро Хнатюк. През 2008 г. дуетът „Барселона“ печели „сребърно отличие“ на конкурса „Нова вълна“ в Юрмала, Латвия след изпълнение на песента.
През 2011 г. е публикуван албум с украински песни „Сърцето на Украйна“ с изпълнител Юрий Мамчук, който включва, наред с други, песента „Как да не те обичам, Киеве мой!“.

## Почетни споменавания на песента
През 2012 г. Украинската поща прави специално анулиране на художествен немаркиран плик по случай 50-годишнината на песента „Как да не те обичам, Киеве мой!“.
На голямата сцена на Националния театър „Иван Франко“ се играе едноименната постановка на Олександр Билозуб, в която драматични актьори изпълняват песни и стихотворения, посветени на Киев, под акомпанимента на оркестър.

## Интересни факти
По време на честването на Деня на Киев на 30 май 2015 г. на Софийския площад в Киев около 3 000 участници, заедно с кмета Виталий Кличко, участват в поставянето на национален рекорд за най-много симултантни изпълнители на песента. Груповото пеене е придружено от естрадно-симфоничния оркестър „Киев класик“.
Фрагмент от мелодията на песента звучи на камбаните на Майдана на независимостта.